# Dendrobium pemae
Dendrobium pemae är en orkidéart som beskrevs av Rudolf Schlechter. Dendrobium pemae ingår i släktet Dendrobium, och familjen orkidéer. Inga underarter finns listade i Catalogue of Life.